# تام شیپی
تام شیپی (انگلیسی: Tom Shippey; ۹ سپتامبر ۱۹۴۳ – ) زبان‌شناس، نویسنده، استاد دانشگاه، مؤلف (پدیدآور)، منتقد ادبی، و نویسنده علمی-تخیلی اهل بریتانیا است.